# 李従軍
李 従軍（り じゅうぐん、1949年10月 - ）は、中華人民共和国の官僚・政治家。安徽省六安県出身。中国共産党第17期、第18期中央委員会委員。第10期全国人民代表大会常務委員会委員、全国人民代表大会教育科学文化衛生委員会委員。第12期中国人民政治協商会議全国委員会委員、教育科学文化衛生委員会副主任。

## 経歴
1949年10月、安徽省六安県で生まれる。1983年5月に中国共産党入党。1977年に安徽師範大学六安教学点中文系に入学した。1982年、吉林大学文学系に研究生として入室。1984年、李従軍は山東大学中文系中国古代文学専攻博士研究生になった。以後、中国共産党中央宣伝部研究室副主任、中国共産党邯鄲市委員会副書記、中国共産党中央宣伝部政策法規研究室主任、中国共産党寧波市委員会副書記、中国共産党寧波大学委員会書記、中国共産党浙江省宣伝部副部長、中国共産党浙江省委員会常務委員、中国共産党浙江省委員会宣伝部副部長、中国共産党浙江省委員会宣伝部部長、中国共産党中央宣伝部副部長を歴任した。2007年8月、新華社党組書記、副社長に就任。2008年3月、新華社社長に昇格。2015年2月28日、第12期中国人民政治協商会議全国委員会常務委員会第9回会議は閉幕しました。李従軍は第12期全国委員会委員、教育科学文化衛生委員会副主任に補填することを決定した。